# Enterbrain
Enterbrain, Inc. (株式会社エンターブレイン) är ett japanskt företag som publicerar olika tidningar. Företaget startade 1 april 2000 och är fokuserat på tidningar om olika typer av tv-spel. Företaget är beläget i Tokyo.
Enterbrain ger bland annat ut ett seriemagasin vid namn Comic Beam innehållande manga.
Företaget ligger också bakom den kända mjukvaruprogramserien RPG Maker som finns tillgängligt på PC och Game Boy Advance.

## Mjukvaror
- RPG Maker: mjukvaruverktyg för att skapa RPG-spel
- Fighter Maker: mjukvaruverktyg för att skapa fajting-spel
- Sim RPG Maker: mjukvaruverktyg för att skapa taktiska RPG-spel
- Shooter Maker(ja:シューティングツクール): mjukvaruverktyg för att skapa shoot-'em-up-spel

## Rollspel
- Alshard
- Alshard GAIA
- Blade of Arcana
- Inou Tsukai
- Night Wizard!
- Star Legend
- Tenra War
- Terra the Gunslinger
- Tokyo NOVA